# Carl Ferdinand Eichstedt

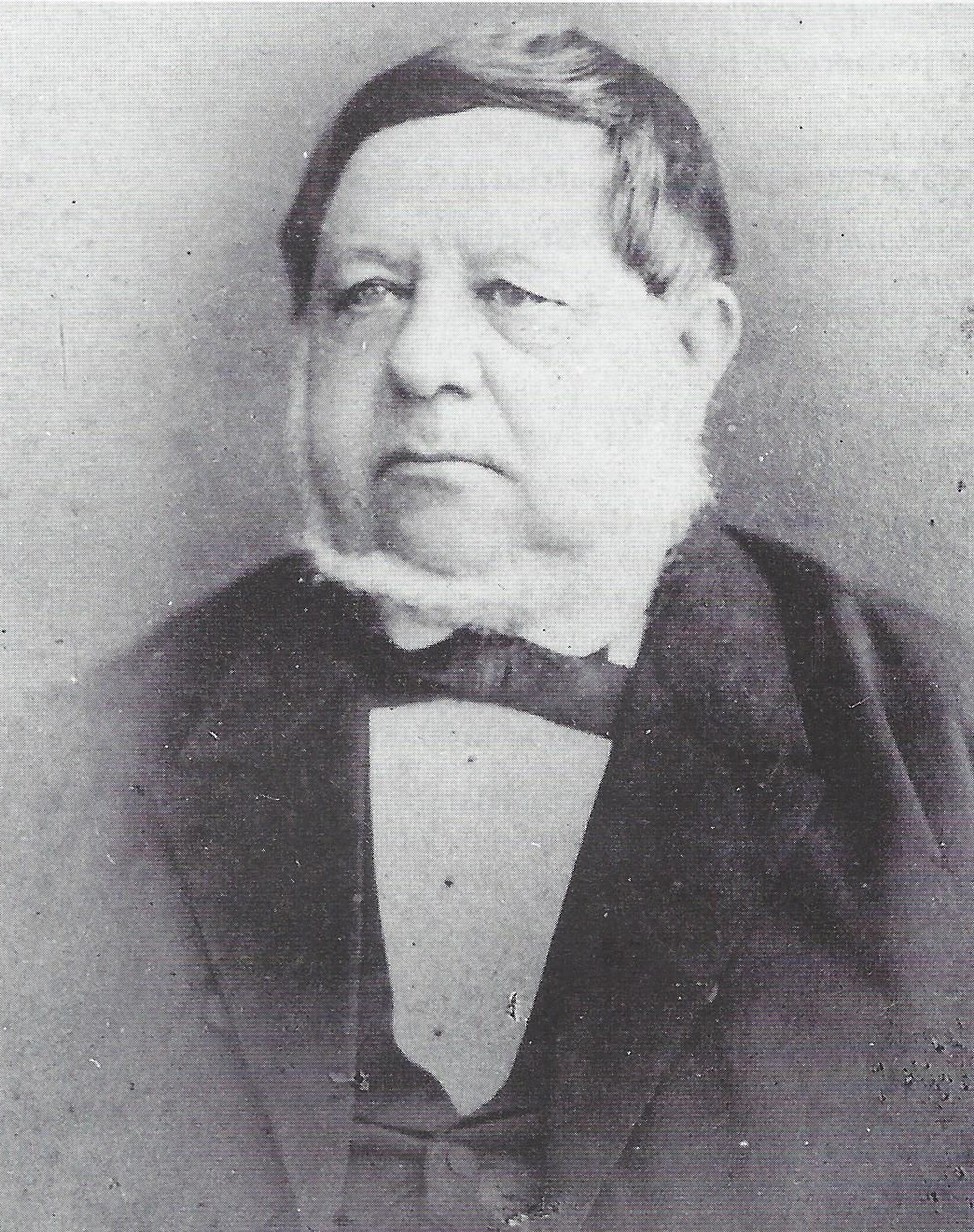
Carl Ferdinand Eichstedt

Carl Ferdinand Eichstedt, auch Karl Ferdinand Eichstedt (* 17. September 1816 in Greifswald; † 31. Dezember 1892 ebenda) war ein deutscher Gynäkologe und Dermatologe. Er entdeckte 1846 den Pilzerreger der Pityriasis versicolor. 

## Leben
Eichstedts Vater war Johann Philipp Eichstedt, Kreisgerichtsdirektor und Syndikus der Universität Greifswald. Er besuchte das Greifswalder Gymnasium. Nach dem Abitur studierte er ab 1835 an der Friedrich-Wilhelms-Universität zu Berlin. Nach dem philosophischen Vorexamen (Physikum) in Berlin wurde er 1839 an der  Königlichen Universität zu Greifswald zum Dr. med. promoviert. Zunächst arbeitete er in seiner Heimatstadt bei dem Chirurgen Baum als klinischer Assistent. 1846 habilitierte er sich. Am Tag der Habilitation hielt Eichstedt die lateinische Probevorlesung. In der deutschen Probevorlesung sechs Monate später betonte er die Wichtigkeit des Mikroskops für die Erkennung von Krankheiten. Noch 1846 erschien – ebenfalls in den Neuen Notizen aus dem Gebiete der Natur- und Heilkunde – seine Publikation Pilzbildung in der Pityriasis versicolor. Für Walther Schönfeld gehörte Eichstedt dadurch in der „dermatologischen Literatur zu den Unsterblichen“. Man verlangte eine weitere Arbeit, die Eichstedt umstandslos ablieferte: Über den Durchfall der Kinder. Hierauf wurde er zum a.o. Professor ernannt.
Als sein Förderer Friedrich August Gottlob Berndt 1854 starb, wurde ein Lehrstuhl für Geburtshilfe eingerichtet. Eichstedt erhielt ihn nur vertretungsweise. In jener Zeit schrieb er über Zeugung, Geburtsmechanismus und einige andere geburtshülfliche Gegenstände nach eigenen Ansichten (1859). Er hielt Vorlesungen über Theoretische Geburtshilfe, Geburtshülfliche Poliklinik, Frauenzimmerkrankheiten, Kinderkrankheiten, Praktische Geburtshilfe am Phantom und über Hautkrankheiten und Syphilis. Als bei der Besetzung des Ordinariats ein anderer Kandidat vorgezogen wurde, war Eichstedt so beleidigt, dass er seine Bindungen zur Universität löste und sich seiner privaten Praxis widmete. Trotz des Votums der Fakultät genehmigte der Minister das sofort. Als Greifswalder Original unter dem Namen „Eicking“ bekannt, war Eichstedt ein Freund des Rotspon. „N' gauden Arzt, öwerst leider – hei süppt 'n beten.“

## Ehrungen
- Königlicher Kronen-Orden (Preußen) IV. und III. Klasse